# Лусардо, Арсенио
Арсе́нио Луса́рдо (исп. Roberto Arsenio Luzardo Correa; род. 3 сентября 1959, Трейнта-и-Трес) — уругвайский футболист, полузащитник.

## Биография
Начал свою футбольную карьеру в клубе «Насьональ» в 1980 году, в своём первом сезоне за клуб стал обладателем кубка Либертадорес и Межконтинентального кубка. В составе «Насьоналя» провёл пять лет, после которых в 1985 году перешёл в испанский «Рекреативо». С 1992 по 1993 год выступал за южнокорейский «Чхитхахс». Завершил свою игровую карьеру в «Ливерпуле» из Монтевидео.
В национальной сборной Уругвая Арсенио Лусардо дебютировал 20 августа 1980 год. Всего с 1980 по 1983 год провёл за сборную 11 матчей и забил два мяча.

## Титулы и достижения
- Чемпион Уругвая (2): 1980, 1983
- Победитель Кубка Либертадорес: 1980
- Обладатель Межконтинентального кубка: 1980
- Победитель Кубка Америки: 1983
- Лучший бомбардир чемпионата Уругвая: 1983
- Лучший бомбардир Кубка Либертадорес: 1983